# Penisola Imshaug
La penisola Imshaug è una penisola lunga circa 30 km in direzione nord-sud e larga circa 20 km, situata sulla costa orientale della Terra di Palmer, in Antartide. Completamente ricoperta dai ghiacci, la penisola si trova in particolare sulla costa di Black, dove si estende nel mare di Weddell separando l'insenatura di Lehrke, a nord, da un canale del mare di Weddell che separa la penisola stessa dall'isola Steele, a sud-est, e dove vede le sue coste completamente occupate dai ghiacci della regione meridionale della piattaforma glaciale Larsen D, eccezion fatta per le coste sud-occidentale, affiancata dal flusso del ghiacciaio Murray, e meridionale, lungo cui scorre invece il ghiacciaio Gain, separandola dalla penisola Kvinge.

## Storia
La penisola Imshaug fu scoperta da alcuni membri del Programma Antartico degli Stati Uniti d'America (USARP) di stanza alla base Est che nel 1940 esplorarono questa costa sia via terra che con ricognizioni aeree e fu completamente cartografata nel 1974 dallo United States Geological Survey sulla base di ulteriori ricognizioni effettuate dalla marina militare statunitense negli anni 1960. In seguito, essa fu così battezzata dal comitato consultivo dei nomi antartici in onore del biologo statunitense Henry A. Imshaug, un membro dell'USARP che, nella seconda metà degli anni 1960, condusse uno studio di ampio respiro sulla flora subantartica presente nelle isole Juan Fernández, nelle isole Falkland, nelle isole Campbell e nelle isole Kerguelen.